# Кшивовулька-Кольонія
Кшивовулька-Кольонія (пол. Krzywowólka-Kolonia) — село в Польщі, у гміні Славатичі Більського повіту Люблінського воєводства. Населення — 113 осіб (2011).

## Історія
За німецьким переписом 1940 року, у колонії проживало 175 осіб, з них 147 поляків, 21 «фольксдойче» і 7 українців.
У 1975—1998 роках село належало до Білопідляського воєводства.

## Демографія
Демографічна структура станом на 31 березня 2011 року:
|          | Загалом | Допрацездатний вік | Працездатний вік | Постпрацездатний вік |
| -------- | ------- | ------------------ | ---------------- | -------------------- |
| Чоловіки | 56      | 14                 | 32               | 10                   |
| Жінки    | 57      | 7                  | 29               | 21                   |
| Разом    | 113     | 21                 | 61               | 31                   |